# История Самоса
История Самоса — события на территории современного острова Самос с момента начала расселения там людей и до сегодняшнего дня.

## Ранняя и классическая древность

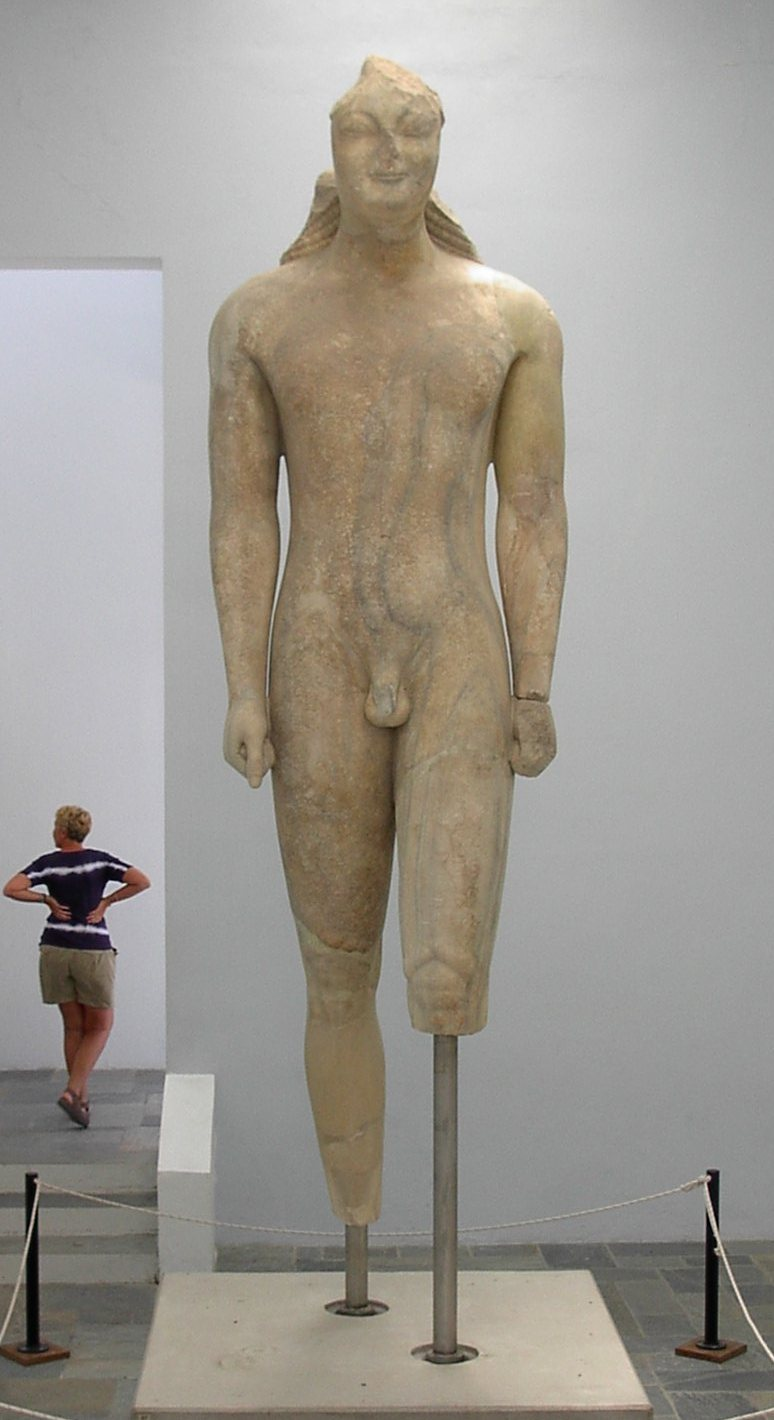
Курос Самосский, самый большой из сохранившихся куросов в Греции, с заметным египетским влиянием (археологический музей Самоса).

В классической древности остров был центром Ионийской культуры и роскоши, славился своим самосским вином и красной керамикой (называемой римлянами Самосской посуды). Его самым известным зданием было ионического ордера архаический храм богини Геры — Герейон.
Что касается самой ранней истории Самоса, то здесь литературная традиция особенно неполноценна. Во время великих миграций здесь появилось ионийское население, которое отслеживало свое происхождение из Эпидавра в Арголиде, и Самос стал одним из двенадцати членов Ионийского союза. К VII веку до н. э. он стал одним из ведущих торговых центров Греции. Это раннее процветание самосцев, по-видимому, в значительной степени связано с расположением острова вблизи торговых путей, что облегчило ввоз тканей из Малой Азии, но у самосцев также возникла обширная заморская торговля. Они помогли открыть торговлю с населением, живущим вокруг Чёрного моря, а также с Египтом, Киреной (Ливия), Коринфом и Халкидикой. Это привело к тому, что они стали ожесточенными соперниками Милета. Самос смог стать таким могущественным, несмотря на растущую мощь Персидской империи, благодаря союзу, который они имели с египтянами и их мощным флотом. Самосцы также считают, что они были первыми греками, которые достигли Гибралтарского пролива.
Вражда между Милетом и Самосом переросла в открытую борьбу во время Лелантской войны (VII век до н. э.), с которой можно связать новацию самосцев в греческой войне на море — использование триеры. В результате этого конфликта было на время подтверждено превосходство милетян в восточных водах; но в VI столетии островное положение Самоса сохранило его от нападений азиатских царей, которым отныне подвергался Милет. Около 535 года до н. э., когда существующая олигархия была свергнута тираном Поликратом, Самос достиг вершины своего процветания. Его флот не только защищал от вторжения, но и властвовал в Эгейских водах. Город был украшен общественными зданиями, а его школа скульпторов, каменщиков и инженеров приобрела высокую репутацию.

### Эвпалинов акведук

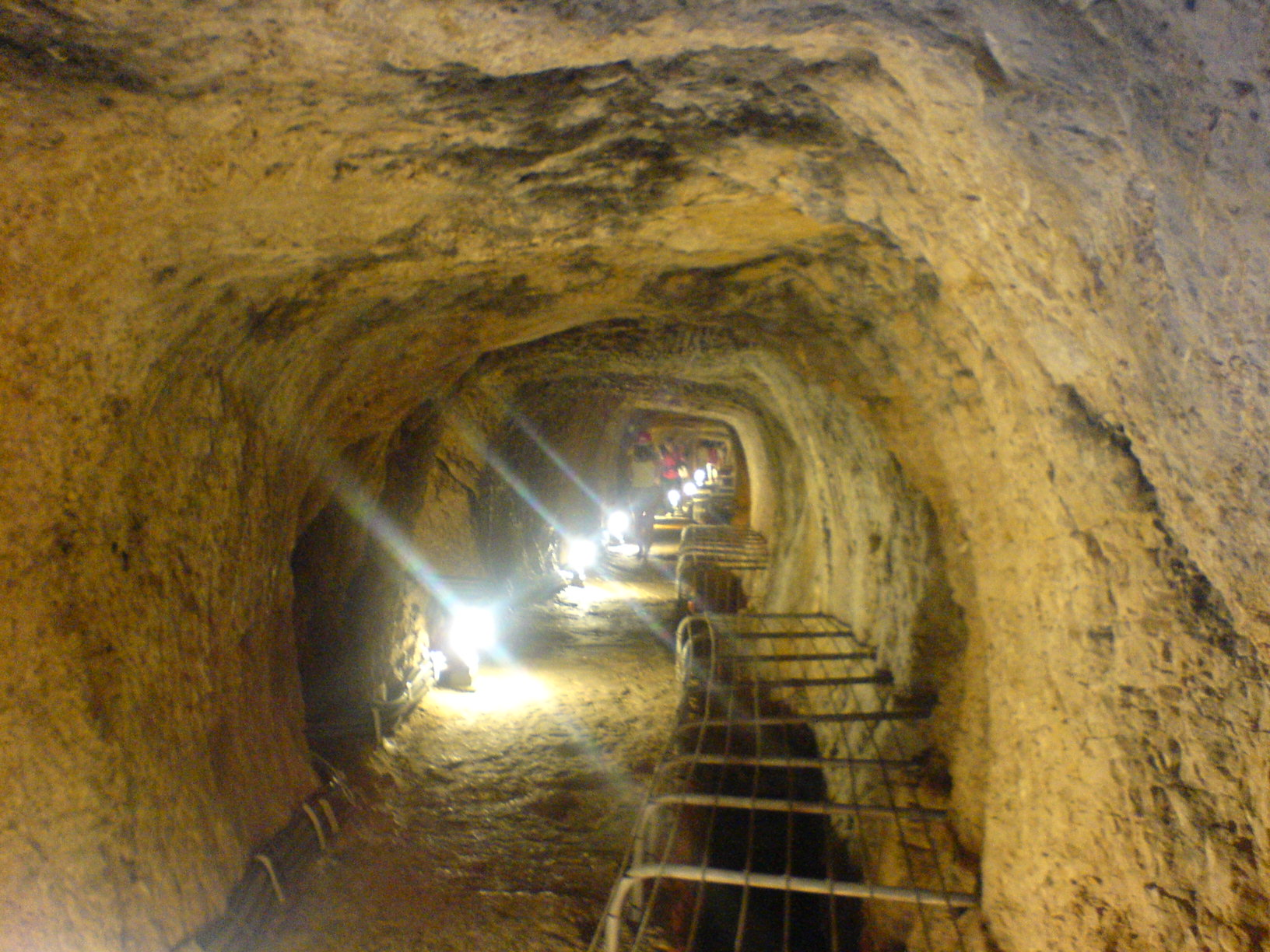
Внутри Евпалинского акведука

В VI веке до н. э. Самосом управлял знаменитый тиран Поликрат. Во время его правления две рабочие группы под руководством инженера Эвпалина проложили туннель через гору Кастро, чтобы построить акведук для снабжения древней столицы Самоса пресной водой, поскольку это имело огромное оборонительное значение (так как оно находилось под землей, его труднее обнаружить противнику, который иначе мог бы прекратить снабжение). Эвпалинов тоннель особенно примечателен, потому что это второй из самых древних туннелей в истории, который вырыт по тогдашней методике с обоих концов. Длиной более 1 1 км (0,6 миль), подземный Эвпалинов акведук сегодня считается одним из шедевров древней инженерии. Акведук теперь является частью объекта Всемирного наследия ЮНЕСКО, Пифагореи.

### Персидские войны и персидское правление
После смерти Поликрата Самосу был нанесен серьёзный удар, когда персидская империя Ахеменидов завоевала и частично опустошила остров. Он восстановил большую часть своей мощи, когда в 499 г. до н. э. он присоединился к общему восстанию Ионических городов-государств против Персии; но из-за своей давней враждебности к Милету Самос не оказал посильную помощь, и в решающей битве при Ладе (494 г. до н. э.) часть его контингента из шестидесяти кораблей была виновна в прямом предательстве. В 479 г. до н. э. во время битвы при Микале , самосцы возглавили восстание против Персии, которое было частью наступления Делосского союза (во главе с Кимоном).

### Пелопоннесская война
Во время Пелопоннесской войны (431—404 гг. до н. э.) Самос встал на сторону Афин против Спарты, предоставив свой порт афинскому флоту. В Делосском союзе они имели особые привилегии и оставались активными сторонниками Афин до 440 года до н. э., когда спор с Милетом, в котором афиняне встали на сторону их противника, побудил их попытаться отделиться. Имея флот из шестидесяти кораблей, они некоторое время выстояли против большого афинского флота во главе с самим Периклом, но после длительной осады были вынуждены капитулировать.  Они были наказаны, но как пишет Фукидид, не так жёстко, как другие государства, восставшие против Афин. Большинство из них в прошлом были вынуждены платить дань, но Самосу было сказано только возместить убытки, которые восстание стоило афинянам: 1300 талантов, чтобы выплатить частями 50 талантов в год.
В конце Пелопоннесской войны Самос является одним из самых лояльных союзников Афин, предоставляя базу для морской войны против пелопоннесцев и временное убежище для афинских демократов во время революции четырёхсот в Афинах 411 г. до н. э., и на последнем этапе войны был награждён привилегиями. Это дружеское отношение к Афинам стало результатом серии политических революций, которые завершились установлением демократии. После падения Афин Самос был осажден Лисандром, и там был снова установлен олигархический режим.
После того, как в 394 году до н. э. был выведен спартанский флот, остров объявил о независимости и была восстановлена демократия, но из-за Анталкидова мира (387 до н. э.) он снова попал под персидское владычество. Он был отвоёван афинянами в 366 году до н. э. после 11-месячной осады, и туда было переселено много афинян, клерухов, что позже имело жизненно важное значение во время Союзнической войны (357—355 до н. э.). После Ламийской войны (322 г. до н. э.), когда Афины были лишены Самоса, дальнейшая история острова туманна.

### Знаменитые самосцы древности

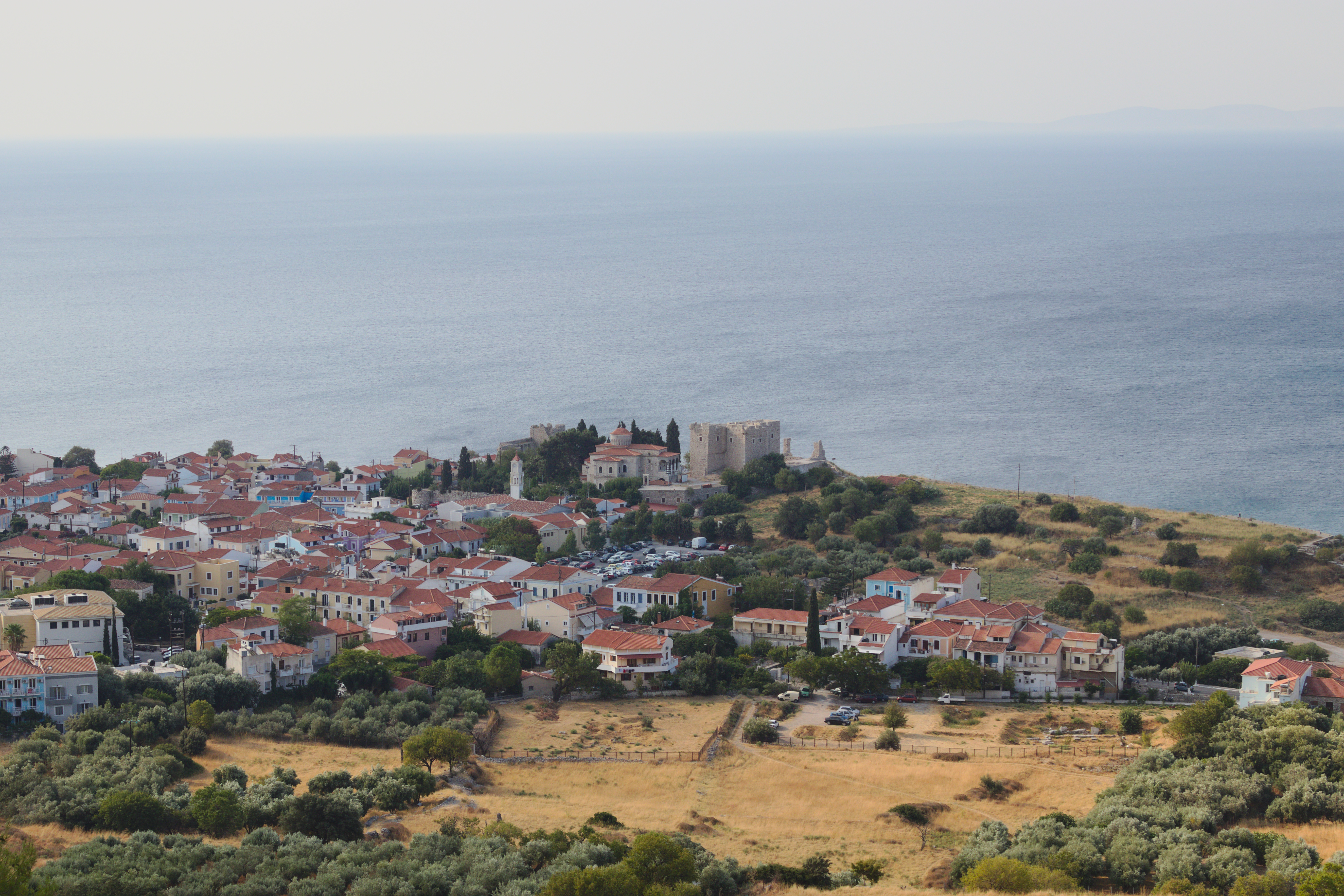
Панорама Пифагореона, место рождения Пифагора.

Возможно, самыми известными людьми, когда-либо связанными с классическим Самосом, были философы Пифагор и Эзоп. В 1955 году город Тигани был переименован в Пифагорею в честь философа.
Другие известные личности — это философ Эпикур, который был самосского происхождения, и астроном Аристарх Самосский, которому история приписывает первую гелиоцентрическую модель Солнечной системы. Историк Геродот, известный своей «Историей», некоторое время проживал на Самосе.
Была школа скульпторов и архитекторов, в которую входили Роэк, архитектор Храма Геры (Олимпия), и великий скульптор и изобретатель Феодор, который, как говорят, изобрел с Роэком искусство литья статуй из бронзы.
Вазы Самоса были одними из самых характерных изделий ионической керамики в 6 веке.

## Эллинистическая и римская эпоха
В течение некоторого времени (около 275—270 до н. э.) Самос служил базой для египетского флота Птолемеев, в другие периоды он признавал владычество сирийских Селевкидов. В 189 году до н. э. римляне передали его своему союзнику — эллинистическому Пергамскому царству династии Атталидов.
Входя в 133 году до н. э. в римской провинции Малой Азии, Самос встал на сторону Аристоника (132) и Митридата (88) против своих правителей и, следовательно, утратил свою автономию, которую он лишь временно восстановил между царствованиями Августа и Веспасиана. Тем не менее, Самос оставался сравнительно процветающим и мог оспаривать у Смирны и Эфеса титул «первого города Ионии». Он был главным образом известен как курорт и благодаря изготовлению глиняной посуды. При учреждении императором Диоклетианом тетрархии, он стал частью Provincia Insularum, в епархии Asiana в претор префектуры восточной империи от ORIENS. 

## Византийская и генуэзская эпохи

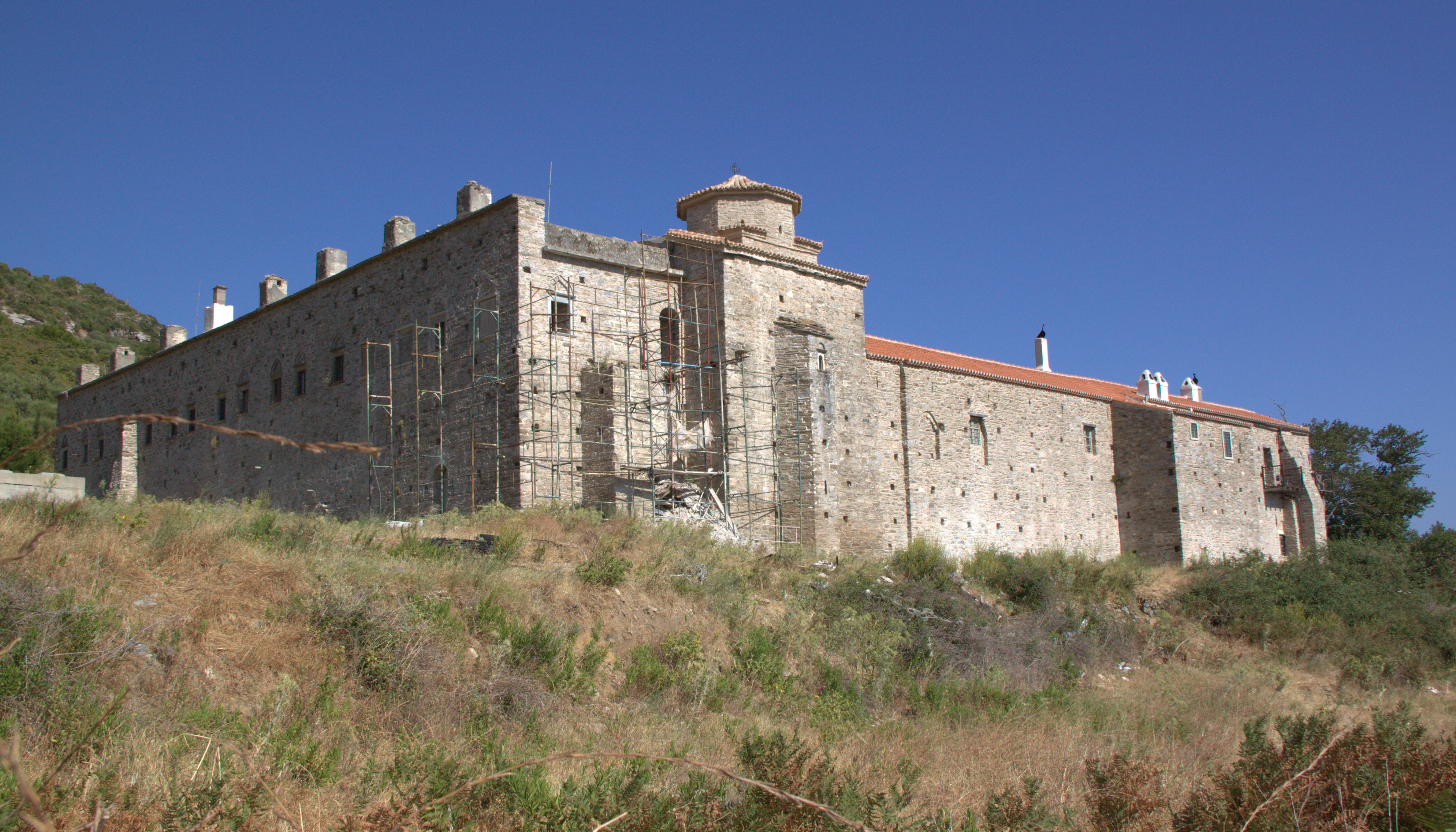
Врондинский монастырь

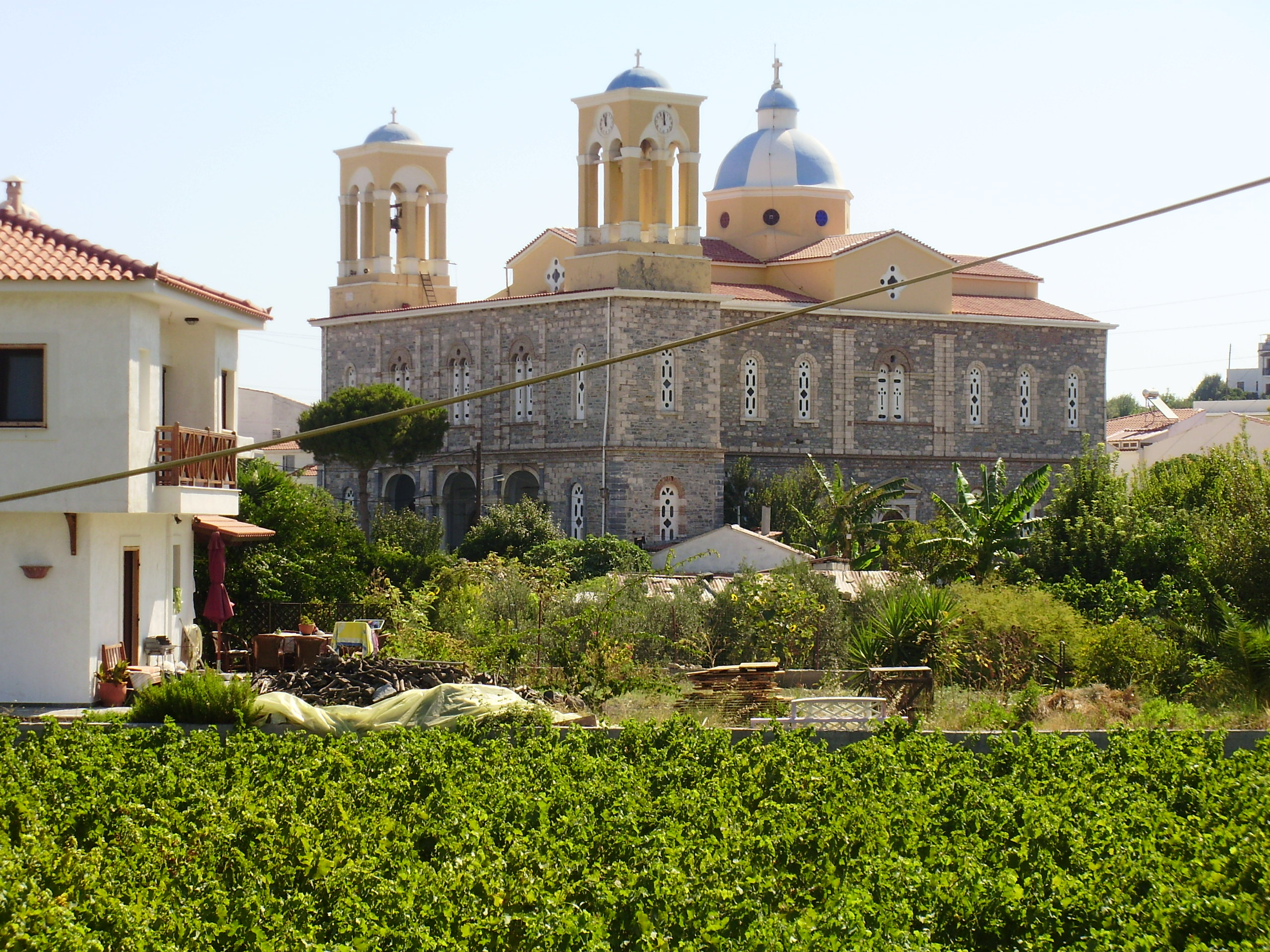
Церковь Коккари

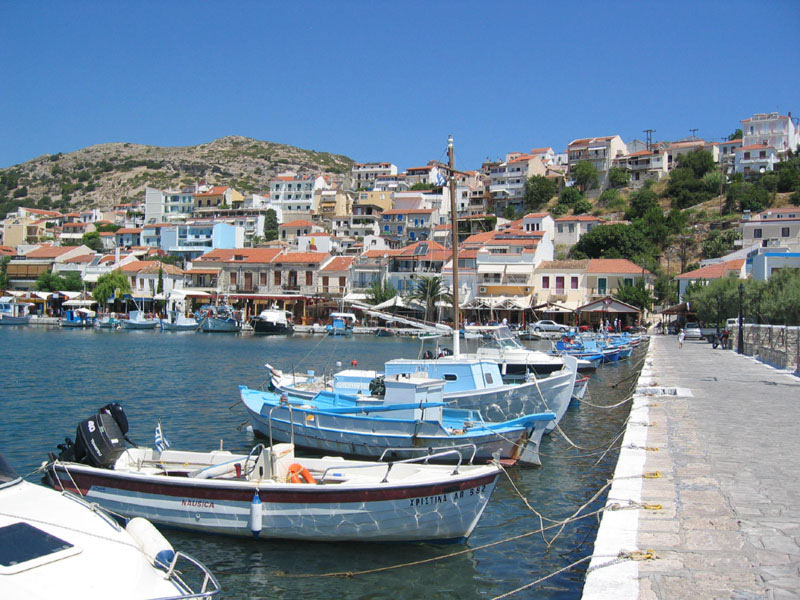
Гавань Пифагореона

Как часть Византийской империи, Самос стал частью одноименной фемы. После 13-го столетия он прошёл через те же самые изменения, что Хиос, и, как последний остров, стало собственностью генуэзской фирмы Гиустиниани (1346—1566; 1475, прерванный османским периодом). Он также управлялся Чака-беем между 1081—1091.

## Османское правление
Самос попал под османское правление в 1475 году или ок. 1479/80, когда был фактически заброшен из-за последствий пиратства и чумы. Остров оставался опустошенным в течение почти целого столетия, прежде чем османские власти, теперь уже обладая надежным контролем над Эгейским морем, предприняли серьёзные усилия для заселения острова.
В 1572/3 году остров был передан в качестве личного владения (хасов) Килику Али-паше, Капудан-паше (главному адмиралу Османского флота). Поселенцы, в том числе греки и арваниты с Пелопоннеса и Ионических островов, а также потомки исконных жителей, бежавших на Хиос, были привлечены путем уступки определённых привилегий, таких как освобождение от уплаты налога на семь лет, постоянное освобождение десятину в обмен на единовременную выплату в размере 45 000 пиастров и значительную автономию в местных делах. Остров постепенно восстанавливался, достигнув численности примерно 10000 человек в 17 веке, которая по-прежнему была сосредоточена в основном во внутренних районах. Только в середине 18-го века побережье стало также плотно заселяться.
Под османским владычеством, Самос (Старотурецкий : سيسام Sisam) был под управлением из капудана паши Эялета Архипелага, как правило, в рамках санджака Родоса, а не в качестве отдельной провинции. На местном уровне власти Османской империи были представлены воеводой, который отвечал за фискальную администрацию, кади (судью), православным епископом острова и четырьмя известными людьми, представляющими четыре района острова (Вати, Хора, Карловаси и Маратокампос). Османское правление было прервано во время русско-турецкой войны 1768—1774 гг., когда остров попал под российский контроль в 1771—1774 гг.
Договор Кючук-Кайнарка, который завершил войну, содержал пункты, которые позволили значительно расширить коммерческую деятельность греческого православного населения Османской империи. Торговцы из Самоса также воспользовались этим, и городской коммерческий класс, основанный на торговле и судоходстве, начал свой рост. Путешествия самосских купцов через Средиземное море, а также расселение греков с Ионических островов (которые в 1797 году перешли от Венеции к Французскую Республику) познакомили Самос с прогрессивными идеями эпохи Просвещения и Французской революции и привели к образованию двух конкурирующих политических партий, прогрессивно-радикальной Карманиолой («Карманьолы», названного в честь французской революционной песни « Карманьоле») и реакционной Калликантзарои (" гоблины "), которую представляли в основном традиционные землевладельческие элиты. Под руководством Ликург Логофет, в 1807 году Karmanioloi получили власть на острове, ввели либеральные и демократические принципов и расширили функции местного народного собрания за счет земельного имущества знати. Их правление продолжалось до 1812 года, когда они были свергнуты османскими властями и их лидеры изгнаны с острова.

### Греческая революция

Флаг администрации Самоса во время войны за независимость Греции (1821—1830).

В марте 1821 года началась Война за независимость Греции, и 18 апреля под руководством Логофета и Карманиолои Самос тоже присоединился к восстанию. В мае для управления островом было создано революционное правительство со своей конституцией, в основном вдохновленное Логофетом.
Самосцы успешно отразили три попытки Османской империи захватить остров: летом 1821 года, в июле 1824 года, когда греческие морские победы на Самосе и в Геронтасе предотвратили угрозу вторжения, и снова летом 1826 года. В 1828 году остров официально вошел в состав греческого государства во главе с губернатором Иоаннисом Каподистриасом, как часть провинции Восточные Спорады, но Лондонский протокол 1830 года исключил Самос из границ независимого греческого государства.
Самосцы отказались подчиняться султану, и Логофет объявил Самос независимым государством, управляемым, как и прежде, согласно положениям конституции 1821 года. Наконец, в связи с давлением великих держав, Самос был объявлен автономным, платящим дань княжеством под османским сюзеренитетом . Самосцы по-прежнему отказывались принять это решение, пока османский флот не ввел его в действие в мае 1834 года, вынудив революционное руководство и часть населения бежать в независимую Грецию, где они поселились недалеко от Халкиды.

### Автономное княжество

Флаг Княжества Самос. Это старый греческий флаг с двумя верхними квадрантами красного цвета, символизирующий османский сюзеренитет.

В 1834 году остров Самос стал территорией Княжества Самос, полунезависимого данника Османской Турции, выплачивая в год 2700 фунтов стерлингов. Им управлял христианин греческого происхождения, назначенный Портой, носивший титул князя. Князю помогали в исполнении его обязанностей сенат из 4 членов. Они были выбраны им из восьми кандидатов, выдвинутых четырьмя районами острова: Вати, Хора, Маратокампос и Карловаси. Фактическая законодательная власть принадлежала палате из 36 депутатов под председательством греческого православного митрополита. Местом пребывания правительства был избран порт Вати.  Современная столица острова, до начала XX века, была в Хоре, около 2 миль 2 мили (3,2 км) 2 мили (3,2 км) от моря и от места древнего города. 
После пересмотра политических условий столица была перенесена в Вати, в глубине залива на северном побережье. Она стала резиденцией князя и правительства.

## Современная эпоха

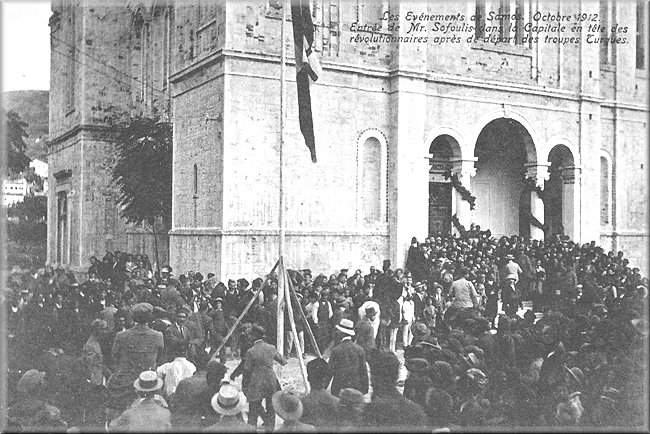
Союз с греческим королевством в 1912 году.

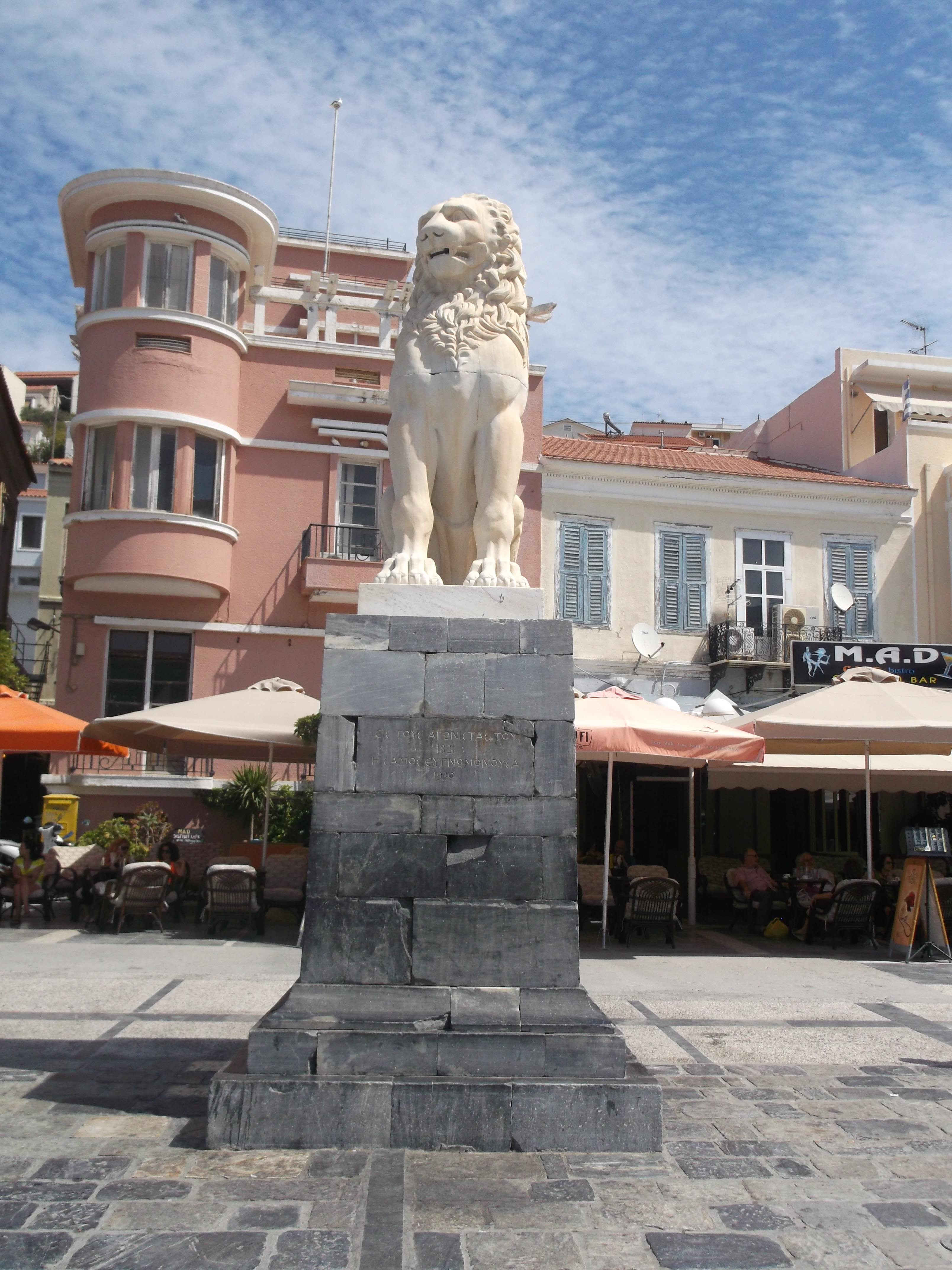
Статуя льва, установленная в 1930 году, чтобы отпраздновать столетие независимости Греции.

Остров был окончательно объединен с Греческим королевством в 1913 году, через несколько месяцев после начала Первой Балканской войны . Хотя другие Эгейские острова были быстро захвачены греческим флотом, Самос изначально был оставлен на прежнем статус-кво из-за нежелания расстраивать итальянцев в соседнем Додеканесе . Греческий флот высадил войска на острове 13 марта 1913 года. Столкновения с османским гарнизоном были скоротечными, так как османы отступили на материковую часть Анатолии, так что к 16 марта остров был в надежных руках Греции.garrison were short-lived as the Ottomans withdrew to the Anatolian mainland, so that the island was securely in Greek hands by 16 March.
Во время Второй мировой войны остров был оккупирован итальянцами с мая 1941 года до капитуляции Италии в сентябре 1943 года. Самос был ненадолго захвачен греческими и британскими войсками 31 октября, но после поражения союзников в битве при Леросе и жестокой воздушной бомбардировки остров был заброшен 19 ноября и захвачен немецкими войсками. Немецкая оккупация продолжалась до 4 октября 1944 года, когда остров был освобожден греческим священным отрядом .
3 августа 1989 года самолёт « Шорт-330» компании «Олимпийские авиалинии» (ныне « Олимпийские авиалинии») потерпел крушение около аэропорта Самоса; тридцать один пассажир погиб.